# Cataratas de Thomson
Las cataratas o cascadas de Thomson (del inglés: Thomson's Falls) es una caída de agua de Kenia de 74 m de altura localizada en el río Ewaso Ng'iro, que drena desde los montes Aberdare. Está situada cerca del municipio de Nyahururu, en el condado de Laikipia, a 2360 metros sobre el nivel del mar.
En el año 1883, el naturalista escocés Joseph Thomson fue el primer europeo conocido en llegar a la cascada, razón por la cual las llamó como su padre. Fue también fue el primer europeo en recorrer Mombasa hasta el lago Victoria, en la década de 1880.
La niebla se alimenta del denso bosque cercano. Los visitantes pueden ver las cataratas desde arriba, pero también hay un camino hacia el fondo de un barranco. Aguas arriba de las cataratas, están alguna de las mayores piscinas de hipopótamos de Kenia.